# 波尼法喬一世 (蒙費拉托)
波尼法喬一世，被稱為蒙費拉托的波尼法喬（義大利語：Bonifacio del Monferrato），是阿勒拉米契家族的成員，蒙費拉托侯爵（1192—1207）。第四次十字軍東征的主要將領之一，1204年成為十字軍國家薩洛尼卡王國的國王。